# Liste der Naturdenkmale in Hauenstein (Pfalz)
Die Liste der Naturdenkmale in Hauenstein nennt die im Gemeindegebiet von Hauenstein ausgewiesenen Naturdenkmale (Stand 23. Mai 2024).

## Naturdenkmale
| Nr.         | Bezeichnung                     | Lage                                                                       | Beschreibung                                                   | Bild                          |
| ----------- | ------------------------------- | -------------------------------------------------------------------------- | -------------------------------------------------------------- | ----------------------------- |
| ND-7340-230 | Felsgruppe Neding               | nördlich des Ortes; Abteilungen Am Mischberg und Neding und Am Neding Lage | langgestrecktes Buntsandsteinriff; teilweise zu Wilgartswiesen | mehr Fotos \| Fotos hochladen |
| ND-7340-231 | Burgfelsen                      | südwestlich des Ortes; Abteilung An der alten Burghalde Lage               | auch Burghalderfelsen; langgestrecktes Buntsandsteinriff       | mehr Fotos \| Fotos hochladen |
| ND-7340-232 | Kreuzfelsen                     | südlich des Ortes; Abteilung Weimersberg Lage                              | auch Kreuzelfelsen; langgestrecktes Buntsandsteinriff          | Fotos hochladen               |
| ND-7340-233 | Hauensteiner Turm               | südwestlich des Ortes; Abteilung An der Neuwoogs-Burghalde Lage            | Buntsandsteinfelsen                                            | Fotos hochladen               |
| ND-7340-234 | Linde bei der Katharinenkapelle | Kapellenweg, bei Nr. 11 Lage                                               | Tilia sp.                                                      | Fotos hochladen               |
| ND-7340-235 | Stephansturm                    | südlich des Ortes; Abteilung Im Frühlöchel Lage                            | Buntsandsteinfelsen                                            | mehr Fotos \| Fotos hochladen |
| ND-7340-236 | Backelstein                     | südlich des Ortes; Abteilung Backelsteinhalde Lage                         | Buntsandsteinfelsen                                            | mehr Fotos \| Fotos hochladen |
| ND-7340-237 | Hülsenbergfelsen                | südlich des Ortes; Abteilung Hülsenberg Lage                               | Buntsandsteinfelsen; teilweise zu Schwanheim                   | Fotos hochladen               |